# Андреева, Мирра Александровна
Ми́рра Алекса́ндровна Андре́ева (род. 29 апреля 2007, Красноярск) — российская теннисистка, заслуженный мастер спорта России (2025). Полуфиналистка одного турнира Большого шлема в одиночном разряде (Открытый чемпионат Франции-2024) и двух в парном разряде (Открытый чемпионат Австралии-2025, Открытый чемпионат Франции-2025); победительница пяти турниров WTA (из них три в одиночном разряде); серебряный призёр Олимпийских игр 2024 года в парном разряде; пятая ракетка мира в одиночном разряде.
Финалистка одного юниорского турнира Большого шлема в одиночном разряде (Открытый чемпионат Австралии-2023); бывшая первая ракетка мира в юниорском рейтинге (2023).

## Общая биография
Мать — Раиса, фанатка тенниса. Отец — Александр, Мирра родилась с ним в один день.
Старшая сестра — Эрика Андреева, теннисистка. Они обе родились в Красноярске, затем жили и тренировались в Москве, после чего переехали в академию в Каннах.
Любимое покрытие — грунт.

## Спортивная карьера

### Юниорская карьера
В октябре 2022 года дебютировала в основной сетке тура WTA на турнире WTA 250 в Тунисе, получив уайлд-кард. За 2022 год выиграла четыре турнира ITF — в испанском Эль-Эспинаре, израильском Мейтаре и два в турецкой Анталье.
В начале 2023 года на турнире Большого шлема среди юниоров в Австралии Андреева дошла до полуфинала в женском парном разряде (совместно с другой россиянкой Алиной Корнеевой), а также проиграла той же Корнеевой в финале турнира в одиночном разряде — 7-6, 4-6, 5-7.

### 2023: начало взрослой карьеры, топ-50 рейтинга
В апреле 2023 года выиграла два грунтовых турнира ITF, проводившихся в Швейцарии — в Кьяссо и Беллинцоне, впервые войдя в топ-200 WTA. Андреева стала единственным игроком в истории ITF, кто выигрывал несколько титулов уровня ITF W60 или выше до достижения 16 лет (у теннисистки три таких титула).
Благодаря успехам на турнирах ITF, Андреева попала в основную сетку турнира в Мадриде, получив уайлд-кард. В первом круге обыграла 49-ю ракетку мира — канадку Лейлу Фернандес — и стала третьей самой молодой теннисисткой с 2009 года, выигравшей матч на турнире категории WTA 1000. Во втором круге выбила из турнира 14-ю ракетку мира — бразильянку Беатрис Хаддад Майю, а в третьем — 19-ю ракетку мира польку Магду Линетт. Таким образом, Мирра стала самой молодой теннисисткой, когда-либо выходившей в 1/8 финала турниров WTA 1000. В 1/8 финала уступила в двух сетах второй ракетке мира, белоруске Арине Соболенко.
В мае 2023 года впервые вышла в основную сетку турнира Большого Шлема, выиграв в финале квалификации Открытого чемпионата Франции у первой сеяной Камилы Осорио. Андреева стала самой молодой теннисисткой с 1995 года из тех, кому удалось преодолеть квалификацию на Ролан Гаррос.
В первом круге Открытого чемпионата Франции-2023 Андреева сразу одержала свою первую победу на турнирах Большого Шлема, победив американку Элисон Риск со счётом 6-2, 6-1. Во втором круге Мирра обыграла француженку Диан Парри с тем же счётом 6-2 6-1. В третьем круге Андреева уступила 6-й ракетке мира Кори Гауфф — 7-6, 1-6, 1-6.
В июне 2023 года через квалификацию пробилась в основную сетку Уимблдона, последовательно одолев Розу Висенс Мас, Хлою Паке и Тамару Корпач. В первом раунде Андреева победила китаянку Сиюй Ван 6-4, 3-6, 7-5. Во втором раунде Мирра обыграла 11-ю ракетку мира Барбору Крейчикову со счётом 6-3, 4-0 (чешка снялась во втором сете из-за травмы). Затем Андреевой удалось одолеть соотечественницу Анастасию Потапову (6-2, 7-5), что позволило ей выйти в четвёртый раунд и, таким образом, превзойти свой лучший результат на турнирах Большого Шлема и повторить рекорд Марии Шараповой — ранее единственной в XXI веке теннисистки, дошедшей до 1/8 финала Уимблдона в возрасте до 17 лет. В 1/8 финала Андреева уступила 18-й ракетке мира американке Мэдисон Киз со счётом 6-3, 6-7(4), 2-6. Во время матча была оштрафована на одно очко за брошенную ракетку, вследствие чего получился матчбол, который реализовала Киз. На Уимблдоне-2023 Мирра заработала 265 тысяч долларов призовых.
17 июля 2023 года после успешного выступления на Уимблдоне Андреева поднялась на 66-ю строчку рейтинга WTA.
В августе 2023 года Андреева дебютировала на Открытом чемпионате США, в первом круге одержав победу над Оливией Гадеки (1-6, 6-3, 6-4). Во втором круге Мирра, как и на Открытом чемпионате Франции-2023, снова проиграла 6-й ракетке мира Кори Гауфф — 3-6, 2-6.
В октябре 2023 года Андреева вошла в топ-50 WTA, поднявшись за год на 379 позиций в мировом рейтинге.
В декабре совместно с Даниилом Медведевым, Андреем Рублёвым и Софией Кенин стала чемпионкой командного выставочного турнира World Tennis League (WTL).
По итогам года в декабре Мирра была признана Женской теннисной ассоциацией «Новичком года» в WTA-туре, а также стала лауреатом премии «Русский Кубок» в номинации «Юниор года».

### 2024: полуфинал «Ролан Гаррос», первый титул WTA, серебро Олимпиады
В январе в Брисбене, последовательно одолев Диану Шнайдер, 15-ю ракетку мира Людмилу Самсонову и Арину Родионову, впервые в карьере вышла в четвертьфинал турнира WTA, в котором потерпела поражение от Линды Носковой.
На дебютном Открытом чемпионате Австралии в первом раунде обыграла Бернарду Перу 7-5, 6-2. Во втором раунде сенсационно победила шестую ракетку мира Онс Жабёр (6-0, 6-2), впервые обыграв игрока из топ-10 . В третьем круге Андреева обыграла Диан Парри (1-6, 6-1, 7-6), однако в четвёртом раунде проиграла Барборе Крейчиковой (6-4, 3-6, 2-6).
26 апреля 2024 года побила рекорд WTA, одержав семь побед на турнирах WTA 1000 в возрасте до 17 лет.
На Открытом чемпионате Франции дошла до полуфинала, обыграв Эмину Бектас, Викторию Азаренко, Пейтон Стернс, Варвару Грачёву и вторую сеяную Арину Соболенко. Таким образом, Андреева стала самой молодой теннисисткой, дошедшей до полуфинала Ролан Гаррос с 1997 года. В парном разряде турнира совместно с Верой Звонарёвой Андреева дошла до четвертьфинала.
В июле выиграла свой первый титул на высшем уровне в одиночном разряде турнира WTA 250 Яссах (Румыния), в финале победив соотечественницу Элину Аванесян со счётом 5-7, 7-5, 4-0 (соперница не смогла продолжить матч). На этом же турнире она дошла до четвертьфинала в парном разряде вместе с Софьей Лансере, где они проиграли победительницам турнира Ирине Хромачёвой и Анне Данилиной.
В августе завоевала серебряную медаль Олимпийских игр 2024 года в Париже в парном турнире совместно с Дианой Шнайдер. Россиянки проиграли в финале итальянским теннисисткам Жасмин Паолини и Саре Эррани на чемпионском тай-брейке. Таким образом, 17-летняя Андреева стала самым молодым призёром теннисного турнира на Олимпийских играх с 1992 года, когда американка Дженнифер Каприати выиграла золото в одиночном разряде в возрасте 16 лет 132 дней.
За это достижение на Олимпиаде в конце 2024 года Андреева и Шнайдер получили звания заслуженных мастеров спорта России.
В начале октября на турнире категории WTA 1000 в Пекине дошла до четвертьфинала одиночного разряда, где проиграла китаянке Чжэн Циньвэнь со счётом 7-5, 0-6, 4-6. И в парном разряде этого турнира вместе с Дианой Шнайдер также дошла до четвертьфинала, где они проиграли американкам Софии Кенин и Бетани Маттек-Сандс со счётом 1-6, 2-6. После чего она ворвалась в топ-20 одиночного рейтинга теннисисток мира.

### 2025: титулы WTA 1000, топ-10 рейтинга
В начале года вместе с соотечественницей Дианой Шнайдер стала победительницей в парном разряде турнира WTA 500 в Брисбене (Австралия), где в финале они победили Анну Калинскую и Присциллу Хон со счётом 7-6(6), 7-5. На этом же турнире в одиночном разряде она дошла до полуфинала, где проиграла первой ракетке мира белоруске Арине Соболенко со счётом 3-6, 2-6.
На Открытом чемпионате Австралии в одиночном разряде дошла до 1/8 финала, последовательно обыграв Марию Боузкову, Моюку Утидзиму и Магдалену Френх, но уступив Арине Соболенко. В парном разряде во втором круге вместе с Дианой Шнайдер взяли матч-реванш над олимпийскими чемпионками Жасмин Паолини и Сарой Эррани.
В феврале побила рекорд по количеству побед на турнирах WTA 1000 до достижения 18 лет, одержав свою 18-ю победу и обойдя Кори Гауфф.
22 февраля в финале турнира WTA 1000 в Дубае обыграла Клару Таусон, что позволило Андреевой стать первой ракеткой России и впервые войти в топ-10 теннисисток мира.
В марте Андреева выиграла второй турнир WTA 1000 подряд, в Индиан-Уэлсе, обыграв в том числе трёх игроков из топ-10, включая № 2 в мире Игу Свёнтек и в финале первую ракетку мира Арину Соболенко.
Также в марте Мирра выиграла первый парный «тысячник» в карьере, совместно с россиянкой Дианой Шнайдер одолев в Майами дуэт Кристины Букши и Мию Като.
На Открытом чемпионате Франции в одиночном разряде была посеяна под 6-м номером и дошла до 1/4 финала, выиграв 4 матча в двух сетах. В четвертьфинале сенсационно уступила 361-й ракетке мира француженке Лоис Буассон, впервые игравшей в основной сетке турнира Большого шлема (в 4-м раунде Буассон обыграла третью ракетку мира Джессику Пегулу). В первом сете Андреева вела 5-3, имела два сетбола, в том числе на тай-брейке, но уступила. Во втором сете Андреева вела 3-0, после чего проиграла 6 геймов подряд — 6-7(6-8) 3-6.
Травяной сезон-2025 начала неудачно, уступив на турнире в Берлине WTA-500 в 1/16 финала польской теннисистке Магдалене Френх, проиграв в двух сетах, при чём второй 6-0. Затем на турнире WTA 500 в немецком Бад-Хомбурге в 1/8 финала одолела в трёхсетовом противостоянии Клару Таусон, но в четвертьфинале в двух сетах проиграла чешке Линде Носковой.
Тем не менее, несмотря на невзрачное начало травяного сезона, Мирра вполне успешно выступила на Уимблдоне 2025. В первом круге Андреева-младшая обыграла 86-ю ракетку мира из Египта Маяр Шериф, во втором взяла верх над итальянкой Лючией Бронцетти, а в третьем круге победила американку Хейли Баптист, тем самым повторив своё достижение двухлетней давности, вновь выйдя в 1/8 финала травяного мэйджора. На следующей стадии Мирра встретилась с 10-й сеянной турнира Эммой Наварро, выбившей в предыдущем раунде действующую чемпионку турнира из Чехии Барбору Крейчикову, которую довольно быстро и уверенно обыграла 6-1, 6-3. Однако затем в четвертьфинале россиянка уступила олимпийской чемпионке 2021 года Белинде Бенчич на двух тайбрейках 6-7, 6-7. По итогам турнира Мирра Андреева поднялась на 5 строчку рейтинга WTA, обновив своё личное достижение.

## Итоговое место в рейтинге WTA по годам[46]
| Год  | Одиночный рейтинг | Парный рейтинг |
| 2024 | 16                | 69             |
| 2023 | 46                | 414            |
| 2022 | 405               | —              |

## Выступления на турнирах

### Финалы турнировWTAв одиночном разряде (4)

#### Победа (3)
| Легенда:                   |
| -------------------------- |
| Турниры Большого шлема (0) |
| Олимпиада (0)              |
| Итоговый турнир WTA (0)    |
| WTA 1000 (2+1)             |
| WTA 500 (0+1)              |
| WTA 250 (1)                |

| Титулы по покрытиям | Титулы по месту проведения матчей турнира |
| ------------------- | ----------------------------------------- |
| Хард (2+2)          | Зал (0)                                   |
| Грунт (1)           | Зал (0)                                   |
| Трава (0)           | Открытый воздух (3+2)                     |
| Ковёр (0)           | Открытый воздух (3+2)                     |

| №  | Дата            | Турнир           | Покрытие | Соперница в финале | Счёт                |
| 1. | 26 июля 2024    | Яссы, Румыния    | Грунт    | Элина Аванесян     | 5-7 7-5 4-0 — отказ |
| 2. | 22 февраля 2025 | Дубай, ОАЭ       | Хард     | Клара Таусон       | 7-6(1) 6-1          |
| 3. | 16 марта 2025   | Индиан-Уэлс, США | Хард     | Арина Соболенко    | 2-6 6-4 6-3         |

#### Поражение (1)
| №  | Дата            | Турнир       | Покрытие | Соперница в финале | Счёт        |
| 1. | 20 октября 2024 | Нинбо, Китай | Хард     | Дарья Касаткина    | 0-6 6-4 4-6 |

### Финалы турнировITFв одиночном разряде (7)

#### Победы (6)
| Легенда:        |
| --------------- |
| 100.000 USD (0) |
| 80.000 USD (0)  |
| 60.000 USD (3)  |
| 25.000 USD (1)  |
| 15.000 USD (2)  |

| Титулы по покрытиям | Титулы по месту проведения матчей турнира |
| ------------------- | ----------------------------------------- |
| Хард (2)            | Зал (0)                                   |
| Грунт (4)           | Зал (0)                                   |
| Трава (0)           | Открытый воздух (6)                       |
| Ковёр (0)           | Открытый воздух (6)                       |

| №  | Дата           | Турнир                | Покрытие | Соперница в финале   | Счёт           |
| 1. | 10 апреля 2022 | Анталья, Турция       | Грунт    | Мартина Колменья     | 6-7(6) 6-0 6-2 |
| 2. | 17 апреля 2022 | Анталья, Турция       | Грунт    | Сильвия Амброзио     | 7-5 6-2        |
| 3. | 31 июля 2022   | Эль-Эспинар, Испания  | Хард     | Ева Герреро Альварес | 6-4 6-2        |
| 4. | 20 ноября 2022 | Мейтар, Израиль       | Хард     | Ребекка Петерсон     | 6-1 6-4        |
| 5. | 16 апреля 2023 | Кьяссо, Швейцария     | Грунт    | Селин Неф            | 1-6 7-6(3) 6-0 |
| 6. | 23 апреля 2023 | Беллинцона, Швейцария | Грунт    | Фиона Ферро          | 2-6 6-1 6-4    |

#### Поражение (1)
| №  | Дата            | Турнир               | Покрытие | Соперница в финале | Счёт    |
| 1. | 27 февраля 2022 | Шарм-эш-Шейх, Египет | Хард     | Вон Хэнъи          | 4-6 1-6 |

### Финалы юниорскихтурниров Большого шлемав одиночном разряде (1)

#### Поражение (1)
| №  | Год  | Турнир                       | Покрытие | Соперница в финале | Счёт           |
| 1. | 2023 | Открытый чемпионат Австралии | Хард     | Алина Корнеева     | 7-6(2) 4-6 5-7 |

### Финалы Олимпийских турниров в женском парном разряде (1)

#### Поражение (1)
| №  | Дата | Турнир         | Покрытие | Партнёрша     | Соперницы в финале         | Счёт           |
| 1. | 2024 | Париж, Франция | Грунт    | Диана Шнайдер | Жасмин Паолини Сара Эррани | 6-2 1-6 [7-10] |

### Финалы турнировWTAв парном разряде (3)

#### Победы (2)
| №  | Дата          | Турнир             | Покрытие | Партнёрша     | Соперницы в финале           | Счёт              |
| 1. | 4 января 2025 | Брисбен, Австралия | Хард     | Диана Шнайдер | Анна Калинская Присцилла Хон | 7-6(6) 7-5        |
| 2. | 30 марта 2025 | Майами, США        | Хард     | Диана Шнайдер | Кристина Букша Мию Като      | 6-3 6-7(5) [10-2] |

#### Поражение (1)
| №  | Дата           | Турнир    | Покрытие | Партнёрша     | Соперницы в финале         | Счёт           |
| 1. | 4 августа 2024 | Олимпиада | Грунт    | Диана Шнайдер | Жасмин Паолини Сара Эррани | 6-2 1-6 [7-10] |

## История выступлений на турнирах
По состоянию на 14 июля 2025 года
Для того, чтобы предотвратить неразбериху и удваивание счета, информация в этой таблице корректируется только по окончании участия там данного игрока.
| Турнир                       | 2023  | 2024  | 2025  | Итог   | В/П за карьеру |
| ---------------------------- | ----- | ----- | ----- | ------ | -------------- |
| Турниры Большого шлема       |       |       |       |        |                |
| Открытый чемпионат Австралии | -     | 4Р    | 4Р    | 0 / 2  | 6-2            |
| Открытый чемпионат Франции   | 3Р    | 1/2   | 1/4   | 0 / 3  | 11-3           |
| Уимблдонский турнир          | 4Р    | 1Р    | 1/4   | 0 / 3  | 7-3            |
| Открытый чемпионат США       | 2Р    | 2Р    |       | 0 / 2  | 2-2            |
| Итог                         | 0 / 3 | 0 / 4 | 0 / 3 | 0 / 10 |                |
| В/П в сезоне                 | 6-3   | 9-4   | 11-3  |        | 26-10          |
| Олимпийские игры             |       |       |       |        |                |
| Летняя олимпиада             | НП    | 1Р    | НП    | 0 / 1  | 0-1            |
| Турниры WTA 1000             |       |       |       |        |                |
| Доха                         | -     | -     | 2Р    | 0 / 1  | 1-1            |
| Дубай                        | -     | 1Р    | П     | 1 / 2  | 6-1            |
| Индиан-Уэлс                  | -     | 1Р    | П     | 1 / 2  | 6-1            |
| Майами                       | -     | -     | 3Р    | 0 / 1  | 1-1            |
| Мадрид                       | 4Р    | 1/4   | 1/4   | 0 / 3  | 10-3           |
| Рим                          | -     | 1Р    | 1/4   | 0 / 2  | 3-2            |
| Цинциннати                   | -     | 1/4   |       | 0 / 1  | 3-1            |
| Пекин                        | 3Р    | 1/4   |       | 0 / 2  | 5-2            |
| Ухань                        | -     | 2Р    |       | 0 / 1  | 1-1            |
| Итог                         | 0 / 2 | 0 / 7 | 2 / 6 | 2 / 15 |                |
| В/П в сезоне                 | 5-2   | 11-7  | 20-4  |        | 36-13          |

| Турнир                       | 2023  | 2024  | 2025  | Итог   | В/П за карьеру |
| ---------------------------- | ----- | ----- | ----- | ------ | -------------- |
| Турниры Большого шлема       |       |       |       |        |                |
| Открытый чемпионат Австралии | -     | 1Р    | 1/2   | 0 / 2  | 4-2            |
| Открытый чемпионат Франции   | -     | 1/4   | 1/2   | 0 / 2  | 7-1            |
| Уимблдонский турнир          | -     | 1Р    | 3Р    | 0 / 2  | 2-2            |
| Открытый чемпионат США       | -     | 3Р    |       | 0 / 1  | 2-1            |
| Итог                         | 0 / 0 | 0 / 4 | 0 / 3 | 0 / 7  |                |
| В/П в сезоне                 | 0-0   | 5-3   | 10-3  |        | 15-6           |
| Олимпийские игры             |       |       |       |        |                |
| Летняя олимпиада             | НП    | Ф     | НП    | 0 / 1  | 4-1            |
| Турниры WTA 1000             |       |       |       |        |                |
| Доха                         | ОС    | -     | 1/2   | 0 / 1  | 3-1            |
| Дубай                        | -     | 2Р    | -     | 0 / 1  | 1-1            |
| Индиан-Уэлс                  | -     | -     | 1Р    | 0 / 1  | 0-1            |
| Майами                       | -     | -     | П     | 1 / 1  | 5-0            |
| Мадрид                       | 2Р    | 2Р    | 2Р    | 0 / 3  | 3-3            |
| Рим                          | -     | 2Р    | 1/2   | 0 / 2  | 4-2            |
| Цинциннати                   | -     | 1Р    |       | 0 / 1  | 0-1            |
| Пекин                        | -     | 1/4   |       | 0 / 1  | 2-1            |
| Итог                         | 0 / 1 | 0 / 5 | 1 / 5 | 1 / 11 |                |
| В/П в сезоне                 | 1-1   | 5-5   | 12-4  |        | 18-10          |

## История личных встреч
| Соперница       | Все матчи | Финалы |                   |
| --------------- | --------- | ------ | ----------------- |
| Арина Соболенко | 0-0       | 0-0    | юниорские турниры |
| Арина Соболенко | 2-4       | 1-0    | взрослые турниры  |
| Елена Рыбакина  | 0-0       | 0-0    | юниорские турниры |
| Елена Рыбакина  | 2-1       | 0-0    | взрослые турниры  |
| Ига Свёнтек     | 0-0       | 0-0    | юниорские турниры |
| Ига Свёнтек     | 2-1       | 0-0    | взрослые турниры  |
| Эрика Андреева  | 0-0       | 0-0    | юниорские турниры |
| Эрика Андреева  | 1-1       | 0-0    | взрослые турниры  |
| Кори Гауфф      | 0-0       | 0-0    | юниорские турниры |
| Кори Гауфф      | 0-4       | 0-0    | взрослые турниры  |